# Клоштар Подравски
Клоштар Подравски је насељено место и седиште општине у Копривничко-крижевачкој жупанији, Република Хрватска.

## Историја
Почетком 20. века место Клоштар је са својим православним Србима чинио филијалу парохије села Средице Горње.
До територијалне реорганизације у Хрватској налазио се у саставу бивше велике општине Ђурђевац.

## Становништво
На попису становништва 2011. године, општина Клоштар Подравски је имала 3.306 становника, од чега у самом Клоштру Подравском 1.532.

## Попис1991.
На попису становништва 1991. године, насељено место Клоштар Подравски је имало 1.773 становника, следећег националног састава:
| Попис 1991.‍   | Попис 1991.‍  | Попис 1991.‍ | Попис 1991.‍ | Попис 1991.‍ |
| ------------- | ------------ | ----------- | ----------- | ----------- |
|               |              |             |             |             |
| Хрвати        | Хрвати       |             | 1.711       | 96,50%      |
| Југословени   | Југословени  |             | 17          | 0,95%       |
| Мађари        | Мађари       |             | 5           | 0,28%       |
| Албанци       | Албанци      |             | 4           | 0,22%       |
| Роми          | Роми         |             | 4           | 0,22%       |
| Срби          | Срби         |             | 3           | 0,16%       |
| Бугари        | Бугари       |             | 1           | 0,05%       |
| Муслимани     | Муслимани    |             | 1           | 0,05%       |
| Словаци       | Словаци      |             | 1           | 0,05%       |
| остали        | остали       |             | 1           | 0,05%       |
| неопредељени  | неопредељени |             | 3           | 0,16%       |
| регион. опр.  | регион. опр. |             | 1           | 0,05%       |
| непознато     | непознато    |             | 21          | 1,18%       |
| укупно: 1.773 |              |             |             |             |